# 카운트 더 스타스
카운트 더 스타스(Count the Stars)는 뉴욕 앨버니에서 데이브 샤피로(Dave Shapiro)와 크리스 카사르지안(Chris Kasarjian)에 의해 결성된 팝펑크 밴드이다. 클라크 폴리(Clarke Foley)는 1997년에 들어왔고, 애덤 매닝(Adam Manning)이 2001년에 들어왔다. 그들은 이때 고등학교를 졸업했다.
2003년에 그들은 첫 번째 음반, 《Never Be Taken Alive》를 발표했다.
밴드의 네 멤버들은 더 브리씽 클럽(The Breathing Club)으로 재결성되었다.